# Бекманія звичайна
Бекманія звичайна, зубровник звичайний (Beckmannia eruciformis (L.) Host) — рослина роду бекманія (Beckmannia) родини тонконогові (Роасеае).

## Загальна біоморфологічна характеристика
Бекманія звичайна — злак, чиє суцвіття нагадує маленьку зелену гусінь, яка сидять на тонкій гілочці. Це багаторічна рослина з прямими стеблами заввишки від 50 до 150 см. У нижній частині стебла цибулиноподібно стовщені. Листки лінійні, завширшки 3-7 мм, шерехаті по краях. У місці переходу листкової пластинки в піхву добре помітний язичок. Цвіте бекманія від середини літа до початку осені. На верхівці стебла утворюється однобічне суцвіття — волоть із колосків, що нерідко розгалужується в нижній частині. Колоски дворядні, утворені округло-яйцеподібними колосочками.
Росте на вологих заплавних луках, по берегах водойм.

## Використання
Кормова рослина високої якості. Містить кумарин.